# Школа Жаннин Мануэль
Школа Жаннин Мануэль — это частная школа в Париже, основанная в 1956 году.  
Имеет кампуса в Париже, Лилле.  

## История
Жаннин Мануэль, вступив во французское сопротивление и став членом лондонской «Свободной Франции», вернулась для освобождения Парижа в 1944 году. 
В сентябре 1954 года École Active Bilingue открыл свои двери в бывшем таунхаусе в седьмом округе Парижа. В сентябре 9 студентов приступили к учебе. В январе 1955 года их было уже 100. 
Столкнувшись с нехваткой места, в 1979 году школа переезжает в новое место, недалеко от парка Монсо. Однако две школы претерпели раскол, и впоследствии Жаннин Мануэль открыла ещё одну школу, где к ней присоединились многие из ее бывших учителей и семей. 

В 1992 году Школа Жаннин Мануэль открыла новый кампус в Марк-ан-Барёль, недалеко от Лилля. Школа-пансион принимает иностранных студентов со всего мира. 

## Учёба
Учеба в начальной школе в Париже на 2025-2026 учебный год составляет 9,935 евро в год.
Учеба в средней школе в Париже на тот же учебный год — 10830 евро в год. 
Учеба в старшей школе — 9950 евро в год. 
В Лилле цены гораздо ниже: начальная школа — 8385 евро в год, средняя школа 8785 евро в год, старшая школа — 7485 евро в год. 
В школе присутствуют кросс-культурные перспективы (изучение истории на французском и английском языках), часы работы офиса — когда ученики могут пообщаться с учителями о тестах, задавать им вопросы, проанализировать работы и так далее.
1. ↑  История.